# Пам'ятки архітектури Сокальського району
У Сокальському районі Львівської області нараховується 63 пам'ятки архітектури.
| пор.№              | Найменування пам'ятки                                             | Датування             | Місцезнаходження                  | Охоронний № і номер у комплексі |
| м. Сокаль          | м. Сокаль                                                         | м. Сокаль             | м. Сокаль                         | м. Сокаль                       |
| ------------------ | ----------------------------------------------------------------- | --------------------- | --------------------------------- | ------------------------------- |
| 1                  | Церква Св.Миколая (мур.)                                          | п.п. XVI ст.          | Міський парк                      | 489                             |
| 2                  | Костел Пресвятої Богородиці монастиря Бернардинців (мур.)         | 1604-1619 р.р.        | с. Жвирка, вул. Набережна         | 488 /1                          |
| 3                  | Монастирські келії (мур.)                                         | 1604-1619 р.р.        | с. Жвирка, вул. Набережна         | 488 /2                          |
| 4                  | Мури з брамою (мур.)                                              | XVII-XVIII ст.        | с. Жвирка, вул. Набережна         | 488 /3                          |
| м. Белз            |                                                                   |                       |                                   |                                 |
| 5                  | Церква Св. Миколая / кол. костел монастиря сс. домініканок (мур.) | 1653 р.               | вул.Савенка, 3                    | 490 /1                          |
| 6                  | Монастирські келії монастиря сс. домініканок(мур.)                | 1743 р.               | вул. Савенка, 3                   | 490 /2                          |
| 7                  | Вежа-каплиця (мур.)                                               | 1606 р.               | пл. Лесі Українки                 | 491                             |
| 8                  | Церква Св. Параскеви (дер.)                                       | XVIII ст.             | вул.Січових стрільців, 48         | 1423 /1                         |
| 9                  | Дзвіниця церкви Св. Параскеви (дер.)                              | XIX ст.               | вул. Січових стрільців, 48        | 1423 /2                         |
|                    | ------------------------------------------------                  | --------------------- | -------------------------------   | ------------                    |
| 10                 | Церква Св. Миколи (дер.)                                          | 1782 р.               | с. Княже                          | 494 /1                          |
| 11                 | Дзвіниця церкви Св. Миколи (дер.)                                 | 1782 р.               | с. Княже                          | 494 /2                          |
| 12                 | Костел Св. Марка (мур.)                                           | 1688-1693 р.р.        | с. Варяж                          | 495                             |
| 13                 | Палац Потоцьких (мур.)                                            | к. XIX ст.            | с. Тартаків                       | 1424 /1                         |
| 14                 | Флігель (мур.)                                                    | к. XIX ст.            | с. Тартаків                       | 1424 /2                         |
| 15                 | Мури замку                                                        | XVII ст.              | с. Тартаків                       | 1424 /3                         |
| 16                 | Костел Успіння Пресвятої Богородиці (мур.)                        | 1642, 1695 р.р.       | м. Угнів, вул. Міцкевича, 2а      | 492                             |
| 17                 | Церква Св. Івана Богослова (дер.)                                 | 1782 р.               | с. Фусів                          | 497 /1                          |
| 18                 | Дзвіниця церкви св.Івана Богослова(дер.)                          | 1782 р.               | с. Фусів                          | 497 /2                          |
| м.Червоноград      |                                                                   |                       |                                   |                                 |
| 19                 | Церква Cв. Юрія монастиря василіян (мур.)                         | 1771-1776 р.р.        | вул. Б. Хмельницького, 21         | 1335 /1                         |
| 20                 | Монастирські келії (мур.)                                         | 1771-1776 р.р.        | вул. Б. Хмельницького, 21         | 1335 /2                         |
| 21                 | Костел Св. Духа монастиря бернардинців (мур.)                     | п.XVIII ст.-1760 р.   | вул. Б. Хмельницького, 21         | 1336 /1                         |
| 22                 | Монастирські келії (мур.)                                         | 1747-1776 р.р.        | вул. Б. Хмельницького, 21         | 1336 /2                         |
| 23                 | Мури                                                              | 1767 р.               | вул. Б. Хмельницького, 21         | 1336 /3                         |
| Місцевого значення |                                                                   |                       |                                   |                                 |
| м. Сокаль          |                                                                   |                       |                                   |                                 |
| 24                 | Житловий будинок /мур./                                           | 1905 р.               | вул. Міцкевича, 5                 | 1969- м                         |
| 25                 | Заїжджий двір /мур./                                              | п. XIX ст.            | вул. Січових стрільців, 19        | 1970-м                          |
| 26                 | Будинок гімназії /мур./                                           | XIX ст.               | вул. Тартаківська, 18             | -м                              |
| 27                 | Бурса /мур./                                                      | п. XX ст.             | вул. Б. Хмельницького, 26         | 1971-м                          |
| 28                 | Вежа, оборонні мури монастиря бригіток /мур./                     | 1611 р.               | вул. Б. Хмельницького, 74         | 1972-м                          |
| 29                 | Церква архангела Михаїла /мур./                                   | XVIII-XIX ст.         | вул. Б. Хмельницького, 17         | -м                              |
| 30                 | Житловий будинок /мур./                                           | XIX ст.               | вул. Шептицького, 42              | 1961-м                          |
| 31                 | Жіноча гімназія /мур./                                            | ХХ ст.                | вул. Шептицького, 88              | 1962-м                          |
| 32                 | Житловий будинок /мур./                                           | ХХ ст.                | вул. Шептицького, 89              | 1963-м                          |
| 33                 | Церква Святих Петра і Павла /мур./                                | 1910 р.               | вул. Шептицького, 103             | 1964-м                          |
| 34                 | Житловий будинок /мур./                                           | XIX ст.               | вул. Шептицького, 119             | 1965-м                          |
| 35                 | Житловий будинок /мур./                                           | XIX ст.               | вул. Шептицького, 121             | 1966-м                          |
| 36                 | Житловий будинок /мур./                                           | XIX ст.               | вул. Шептицького, 133             | 1967-м                          |
| 37                 | Житловий будинок /мур./                                           | XIX ст.               | вул. Шептицького, 157             | 1968-м                          |
| 38                 | Ратуша                                                            | XIX-ХХ ст.            | м. Белз, вул. Савенка,1           | 511-м                           |
| 39                 | Церква Св. архангела Михаїла /дер./                               | XIX ст.               | с. Бодачів                        | 2380-м                          |
| 40                 | Каплиця                                                           | 1875 р.               | с. Бутини                         | 1476-м                          |
| 41                 | Церква Св. Дмитрія /дер./                                         | 1683 р.               | с. Ванів                          | 1477-м                          |
| 42                 | Церква Св. Преображення Господнього /дер./                        | 1778 р.               | с. Волиця                         | 510-м                           |
| 43                 | Церква Воздвиження Чесного Хреста /дер./                          | 1867 р.               | с. Горбків                        | 1478-м                          |
| 44                 | Церква Преображення Господнього /дер./                            | 1884 р.               | с. Двірці                         | 1479-м                          |
| 45                 | Церква Св. Миколая /дер./                                         | 1760 р.               | с. Залижня                        | 1480-м                          |
| 46                 | Церква Введення вхрам Пресвятої Богородиці                        | 1849 р.               | с. Зубків                         | 1973-м                          |
| 47                 | Церква Святих Косми і Дем'яна                                     | 1885 р.               | с. Корчівка                       | 1974-м                          |
| 48                 | Церква Пресвятої Трійці                                           | 1874 р.               | с. Лещатів                        | 1975-м                          |
| 49                 | Церква Св. Бориса і Гліба                                         | 1874 р.               | с. Лучиці                         | 1481-м                          |
| 50                 | Церква Св. Миколая /дер./                                         | XVI ст.               | с. Межиріччя                      | 1976-м                          |
| 51                 | Синагога                                                          | поч. ХХ ст.           | м. Мости Великі                   | 2379-м                          |
| 52                 | Церква Св. арх. Михаїла /дер./                                    | 1738 р.               | с. Перв'ятичі                     | 2381-м                          |
| 53                 | Церква Воздвиження Чесного Хреста /дер./                          | 1865 р.               | с. Переспа                        | 1482-м                          |
| 54                 | Церква Св. Михаїла                                                | 1830 р.               | с. Пристань                       | 1483-м                          |
| 55                 | Церква Пресвятої Трійці                                           | 1842 р.               | с. Реклинець                      | 1484-м                          |
| 56                 | Церква Покрови Пресвятої Богородиці /дер./ згоріла                | 1864 р.               | с. Свитязів                       | 1977-м                          |
| 57                 | Церква Св. Йосафата                                               | XVII ст.              | с. Спасів                         | 1978-м                          |
| 58                 | Церква Покрови Пресвятої Богородиці /дер./                        | 1864 р.               | с. Стремінь                       | 1979-м                          |
| 59                 | Церква Св. Параскеви                                              | XIX ст.               | с. Тяглів                         | 1980-м                          |
| 60                 | Церква Різдва Пресвятої Богородиці                                | 1841 р.               | с. Хлівчани                       | 509-м                           |
| 61                 | Церква Св. Косми і Дем’яна                                        | 1862 р.               | с. Цеблів                         | 2932-Лв                         |
| 62                 | Палац Потоцького                                                  | 1736 р.               | м. Червоноград, вул. Шашкевича,10 | 544 –м                          |
| 63                 | Церква Покрови Пресвятої Богородиці                               | 1862 р.               | с. Шарпанці                       | 1981-м                          |

## Джерело
Перелік пам'яток Львівської області [Архівовано 16 вересня 2012 у Wayback Machine.]